# Trollkarlens lärling
För andra betydelser, se Trollkarlens lärling (olika betydelser).

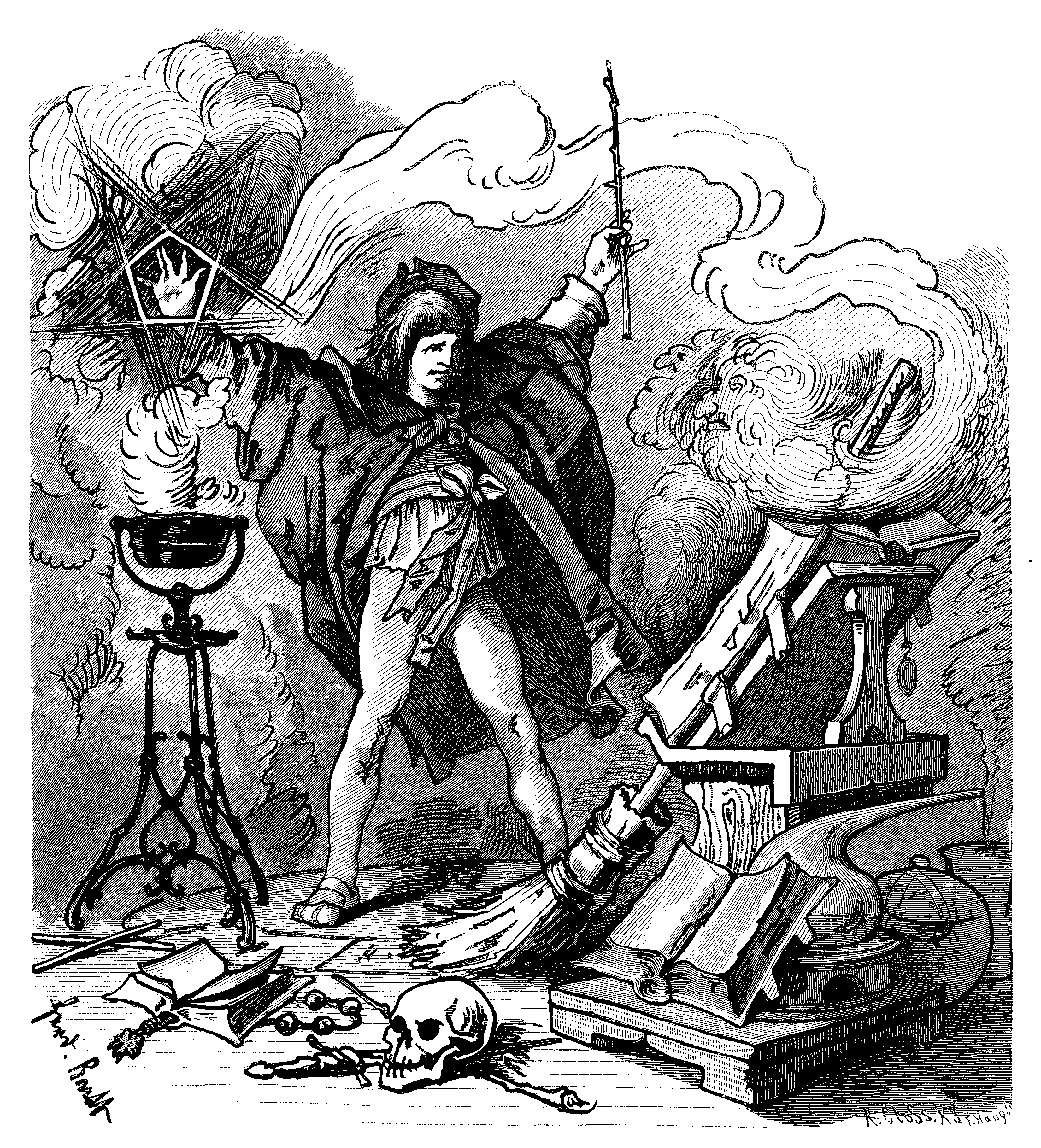
Illustration från 1882 av Ferdinand Barth

Trollkarlens lärling (tyska: Der Zauberlehrling) är en litterär ballad från 1797 av den tyske författaren Johann Wolfgang von Goethe. Den handlar om en trollkarlslärling som förtrollar en kvast så att den kan städa åt honom, men förlorar kontrollen då han inte vet hur förtrollningen ska brytas. Balladen är i 14 strofer. Goethe fick inspiration till historien från verket Philopseudes från 100-talet e. Kr. av den assyriske retorikern och satirikern Lukianos.
Goethes ballad var förlaga till den symfoniska dikten Trollkarlens lärling från 1897 av Paul Dukas. Genom Dukas' bearbetning är den även känd från filmen Fantasia från Walt Disney Productions.